# Анрі Ланглуа
Анрі́ Ланґлуа́ (фр. Henri Langlois; 13 листопада 1914, Ізмір, Османська імперія — 13 січня 1977, Париж) — французький історик кіно, архівіст, один із засновників Французької сінематеки та її директор протягом багатьох років.

## Біографія да діяльність
Анрі Ланґлуа народився в Ізмірі (Оманська імперія, зараз Туреччина). Його батько був журналістом, мати, що мала американські корені, належала до сім'ї бостонських художників. Навчався в Ліцеї Кондорсе в Парижі, та, отримавши диплом бакалавра, працював журналістом.
У грудні 1935 році разом з Жоржем Франжю створив кіноклуб Кіногурток для перегляду й обговорення класичних творів німого кіно. Завдяки Кіногуртку, Ланґлуа познайомився з Жоржем Мельєсом, який згодом став першим хранителем Французької сінематеки.
Офіційно Сінематека була заснована у 1936 році зусиллями Ланґлуа, Жоржа Франжю та Жана Мітрі́ як некомерційна організація, метою якої було збереження, реставрація і демонстрація фільмів. З часу створення Сінематеки Ланґлуа був її незмінним директором. У 1938 році він взяв участь у заснуванні Міжнародної федерації кіноархівів, а з 1939 року, після конгресу ФІАФ у Нью-Йорку, врахувавши заслуги Анрі Лаглуа у строенні Французької сінематеки, яка стала на той час найбільшим кіносховищем у Європі, його було обрано главою ФІАФ.
У післявоєнний час Анрі Ланґлуа став впливовою фігурою в колі молодих критиків і кінематографістів, що часто відвідували Сінематеку і які згодом сталі відомими, як «Нова хвиля» (фр. Nouvelle vague). Наголошуючи на впливі Ланґлуа, їх іноді називають «Дітьми Сінематеки» (фр. Les enfants de la cinémathèque).
У 1968-му напередодні студентських заворушень у Парижі французький міністр культури Андре Мальро спробував змістити Ланґлуа з поста директора Сінематеки. Дії Мальро викликали протест французьких і зарубіжних кінематографістів, включаючи діячів «Нової хвилі». Під тиском громадськості Мальро скасував своє рішення, і Ланґлуа залишився на посаді.

## Визнання
Ланґлуа як піонера архівної справи в кіно визнано одним з найвидатніших діячів в історії кінематографу. У 1974 році він удостоєний почесного «Оскара» за свою діяльність. Ім'я Ланґлуа носить площа в XIII окрузі Парижа.
З 2006 року на Міжнародному кінофестивалі кінематографічної спадщини у Венсенні вручається приз імені Анрі Ланґлуа.
У 1970 році було створено англомовний документальний фільм Henri Langlois. У 2005-му режисер Жак Рішар зняв ще один фільм про діяльність Ланґлуа — The Phantom of the Cinémathèque, що включає інтерв'ю з його друзями і колегами. З ігрових фільмів з ім'ям директора Сінематеки пов'язані «Вкрадені поцілунки» (1968), які режисер Франсуа Трюффо присвятив Ланґлуа, а також «Мрійники» (2003) Бернардо Бертолуччі, де використана кінохроніка травневих подій 1968 року.